# Kristina Gentile Mandalà
Kristina Gentile Mandalà (ur. 1856 w Piana degli Albanesi, zm. 1919) – włoska folklorystka, poetka i prozaiczka pisarka narodowości arboreskiej.

## Życiorys
Kształciła się w Collegio di Maria w Piana degli Albanesi, jej inspiracją była twórczość Jeronima De Rady oraz Demetria Camardy.
Jako druga po Elenie Gjice Albanka zajęła się twórczością literacką, w 1887 roku wydała dwa zbiory poezji: Pugare i Fatmeni. Opublikowała liczne utwory prozatorskie w czasopiśmie Flamuri i Arbërit. Gromadziła także znane arboreskie baśnie, pozostawiając po sobie rękopis.